# St. Dionysius (Kühndorf)

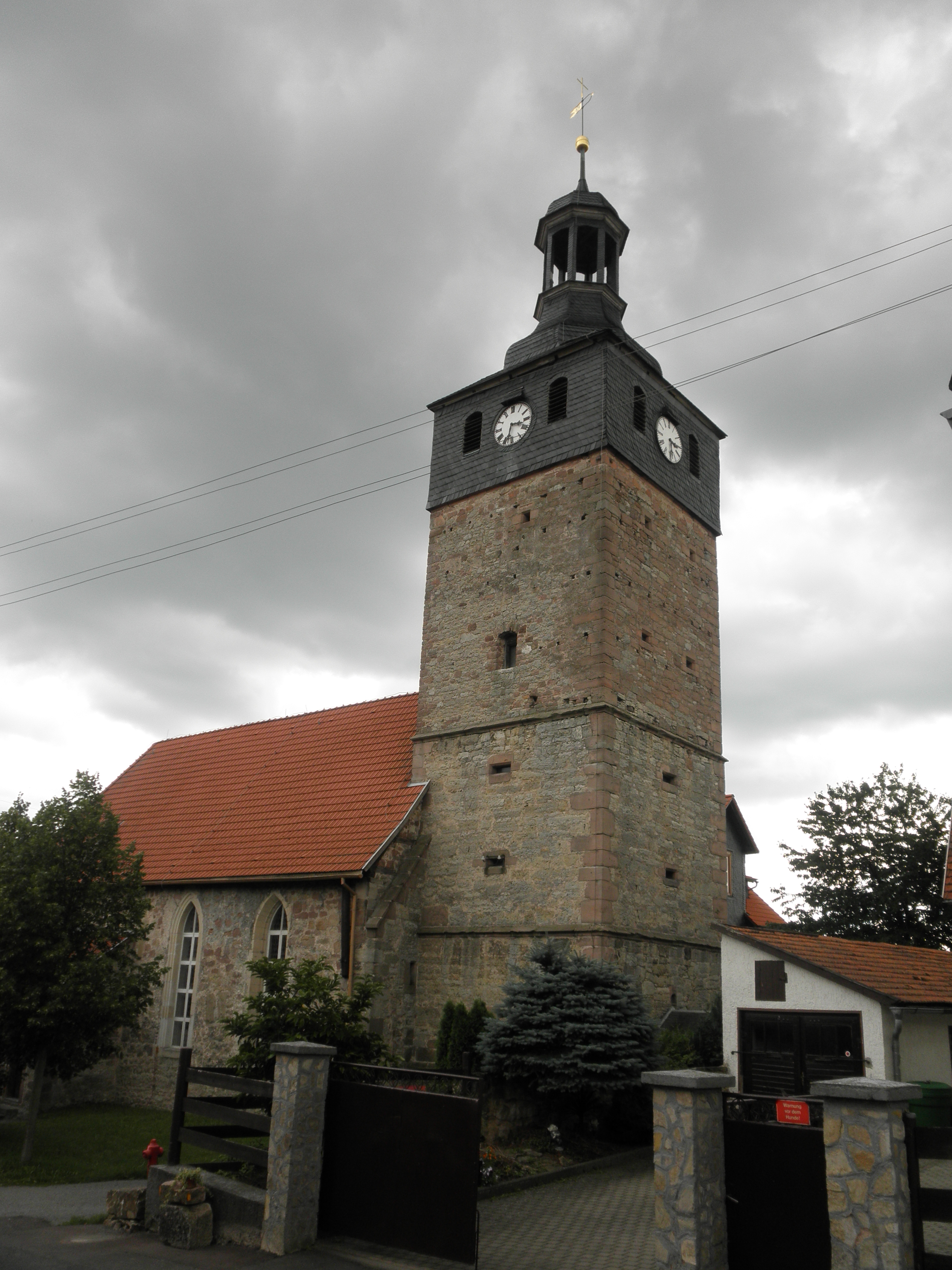
St. Dionysius

Die evangelisch-lutherische, denkmalgeschützte Kirche St. Dionysius steht in Kühndorf, einer Gemeinde im Landkreis Schmalkalden-Meiningen des Freistaates Thüringen. Die Kirchengemeinde Kühndorf gehört zur Pfarrei Rohr im Kirchenkreis Henneberger Land der Evangelischen Kirche in Mitteldeutschland.

## Beschreibung
Die romanische, steinsichtige Saalkirche mit einem Chorturm im Westen wurde aus Bruchsteinen im 13. Jahrhundert gebaut. In der ersten Hälfte des 14. Jahrhunderts erhielt sie im Osten einem eingezogenen Chor mit einem Joch und einem dreiseitige Abschluss mit Strebepfeilern. Von 1520 bis 1530 wurde die Kirche umgebaut. In der zweiten Hälfte des 16. Jahrhunderts gab es weitere Bauveränderungen. Im Jahr 1579 wurde die nördliche Treppe angebaut. Der Eingang im Süden wurde 1589 eingerichtet, wie dort in einer Inschrift vermerkt ist. Der Kirchturm hat vier Geschosse, das oberste, das die Turmuhr und den Glockenstuhl enthält, ist mit Schiefer verkleidet. Darauf erhebt sich eine Haube, auf der eine Laterne sitzt, die mit einer Turmkugel bekrönt ist. Das Langhaus ist mit einem Satteldach bedeckt. Dem Chor wurde nachträglich ein Geschoss in sichtbarem Holzfachwerk aufgesetzt. Von den bauzeitlichen Maßwerkfenstern sind nur Reste im Chor erhalten. Nordöstlich entstanden Anbauten für die Treppe und die Sakristei. Das Erdgeschoss des Turms ist mit einem Kreuzrippengewölbe überspannt, der Schlussstein ist mit Blattwerk verziert. Das Kirchenschiff hat eine Flachdecke, über den zweigeschossigen Emporen ist sie abgeschrägt ist. 
Die Kanzel von 1630 steht an der Südseite des Triumphbogens, in den Brüstungen des Korbes sind Jesus Christus und die Apostel dargestellt. Das polygonale Taufbecken von 1576 ist aus Sandstein. Die Orgel steht seit 1975 auf der Westempore, ihr Prospekt ist aus dem 18. Jahrhundert. 
In den Jahren 1969/70 wurde die Kirche renoviert und der Innenraum neu ausgemalt.